# Aglianico
Aglianico é uma uva da cor preta (tinta) cultivada nas regiões do sul da Itália, principalmente na Basilicata e na Campânia. É considerada, juntamente com a Sangiovese e a Nebbiolo, uma das três maiores variedades de uvas italianas. A Aglianico é às vezes chamada de "o barolo do sul" (il barolo del sud) devido à sua capacidade de produzir vinhos finos altamente refinados e complexos, como o famoso vinho do Piemonte, o Barolo.

## Histórico

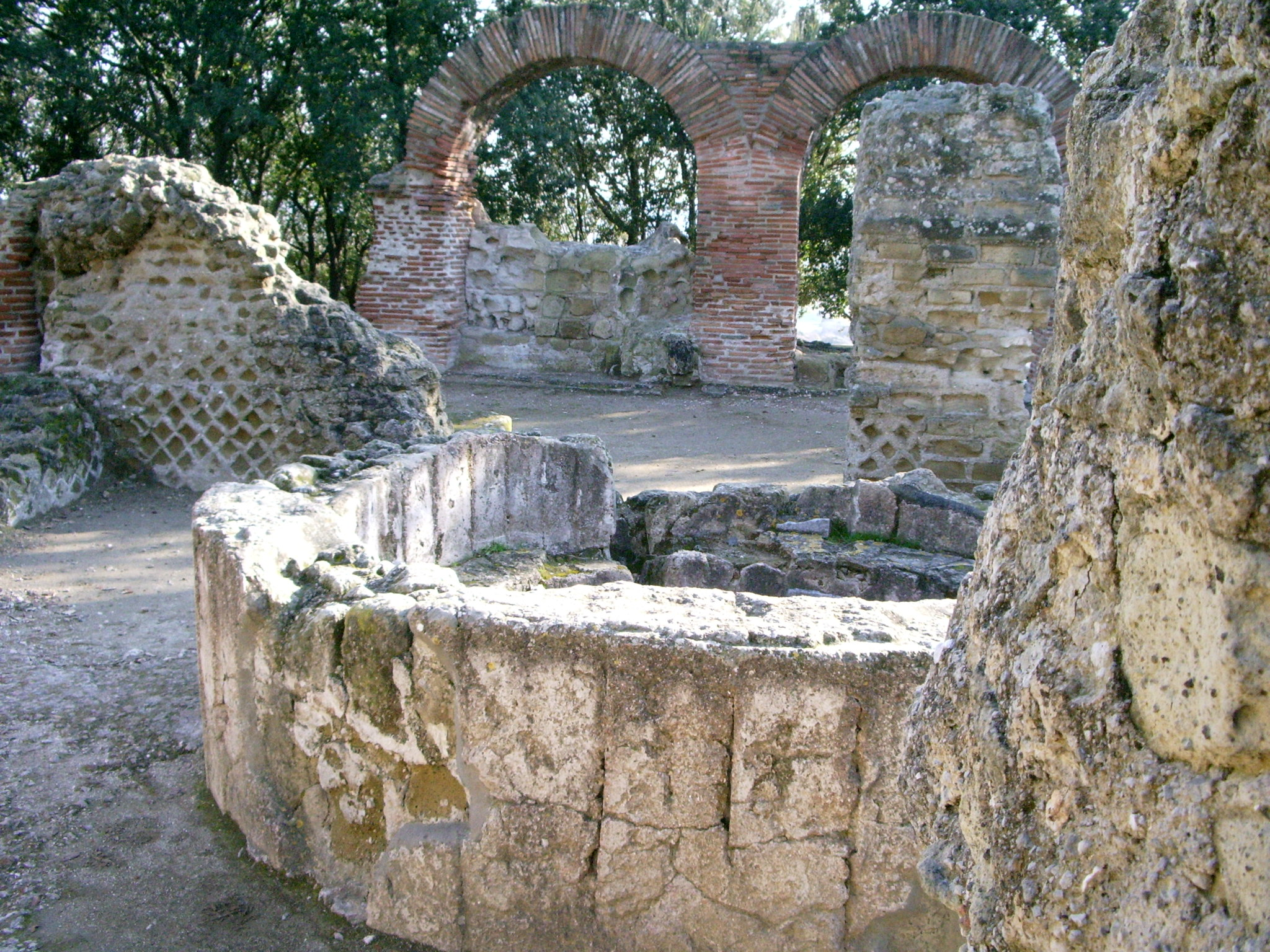
Ruínas do assentamento grego de Cumae

As origens da própria videira e de seu nome não são claras. Tradicionalmente, acredita-se que a videira tenha se originado na Grécia, cultivada pela primeira vez pelos Fócios a partir de uma videira ancestral não identificada; em seguida, foi levada para Cumas, perto da atual Pozzuoli, por colonos gregos no século 8 a.C., e de lá se espalhou para o sul da Itália. No entanto, a análise moderna do DNA da Aglianico não corrobora essa visão, revelando pouca relação com outras variedades de uvas gregas. Sua ascendência também permanece desconhecida, o que implica que é provável que seja endêmica em sua região. Se a Aglianico foi importada da Grécia para a Itália, nenhuma plantação grega original foi mantida. O nome apareceu pela primeira vez impresso no plural feminino Aglianiche em 1520, e várias teorias etimológicas persistem. O nome pode ser uma variação de vitis hellenica (latim para "videira grega"), ou de Apulianicum, o nome latino para todo o sul da Itália na época da Roma antiga. No entanto, como também não há registro do nome Aglianico antes da conquista espanhola do sul da Itália no século XV, outra possível origem do nome é de llano (espanhol para "planície"), denotando uma uva cultivada nas planícies. O enólogo Denis Dubourdieu disse que "a Aglianico é provavelmente a uva com a mais longa história de consumo de todas", afirmando que a Aglianico foi usada para fazer o famoso vinho Falernian durante a época romana. Juntamente com a uva branca Greco (usada para fazer o famoso vinho Greco di Tufo), a uva tinta da região foi muito bem avaliada por Plínio, o Velho. Foram encontrados vestígios da videira em Molise, Apúlia e também na ilha de Procida, perto de Nápoles, embora ela não seja mais amplamente cultivada nesses lugares.

## Relação com outras uvas
Apesar das semelhanças na nomenclatura, a uva do vinho da Campânia Aglianicone não é uma mutação clonal da Aglianico, mas a análise de DNA sugere uma estreita relação genética entre as duas variedades.

## Regiões vinícolas
Na Basilicata, o Aglianico é a base do Aglianico del Vulture DOC e do único vinho DOCG da região, o Aglianico del Vulture Superiore, concentrado na área norte da província de Potenza. As safras mais procuradas vêm dos vinhedos localizados dentro e ao redor do extinto vulcão Monte Vulture. Na Campânia, a área ao redor do vilarejo de Taurasi, na província de Avellino, e a área ao redor do Monte del Taburno, na província de Benevento, produzem vinhos Aglianico com a designação DOCG. O vinho Taurasi foi designado como DOCG em 1993, e o Aglianico del Taburno em 2011. Mais uvas do tipo Aglianico podem ser encontradas na província de Caserta, como a principal uva de Falerno del Massico.

### Outras regiões

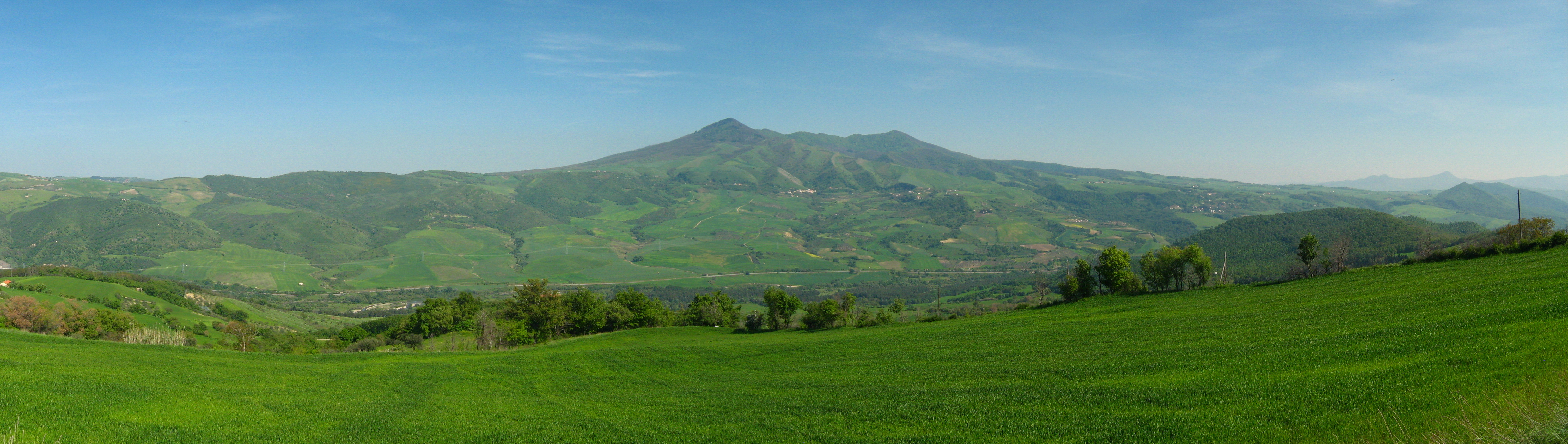
Vista panorâmica do Monte Vulture

A uva também foi plantada recentemente na Austrália e na Califórnia, pois se desenvolve bem em climas predominantemente ensolarados com uma longa temporada de amadurecimento. Na Austrália, ela está sendo plantada na região de Murray Darling com um certo sucesso. Os produtores do Vale de McLaren, Margaret River, Mudgee e Riverland também estão fazendo experiências com plantações. Em outros lugares da América do Norte, foi testada no Texas e no Arizona, e em Ontário, no Canadá.

## Viticultura
A videira Aglianico floresce cedo gerando brotos e se desenvolve melhor em climas secos com generosas quantidades de sol. Tem boa resistência a infestações de oídio, mas pode ser muito suscetível à Peronospora. Também tem baixa resistência à botrytis, mas como é muito tânica para produzir um vinho de sobremesa que valha a pena, a presença desse fungo "podridão nobre" no vinhedo, é mais um risco viticultural do que uma vantagem. A uva tem uma tendência a amadurecer tarde, com colheitas até novembro em algumas partes do sul da Itália. Se a uva for colhida muito cedo ou com rendimento agrícola excessivo, pode ser extremamente tânica. A videira parece se desenvolver bem em solos particularmente vulcânicos.

## Estilos de vinho

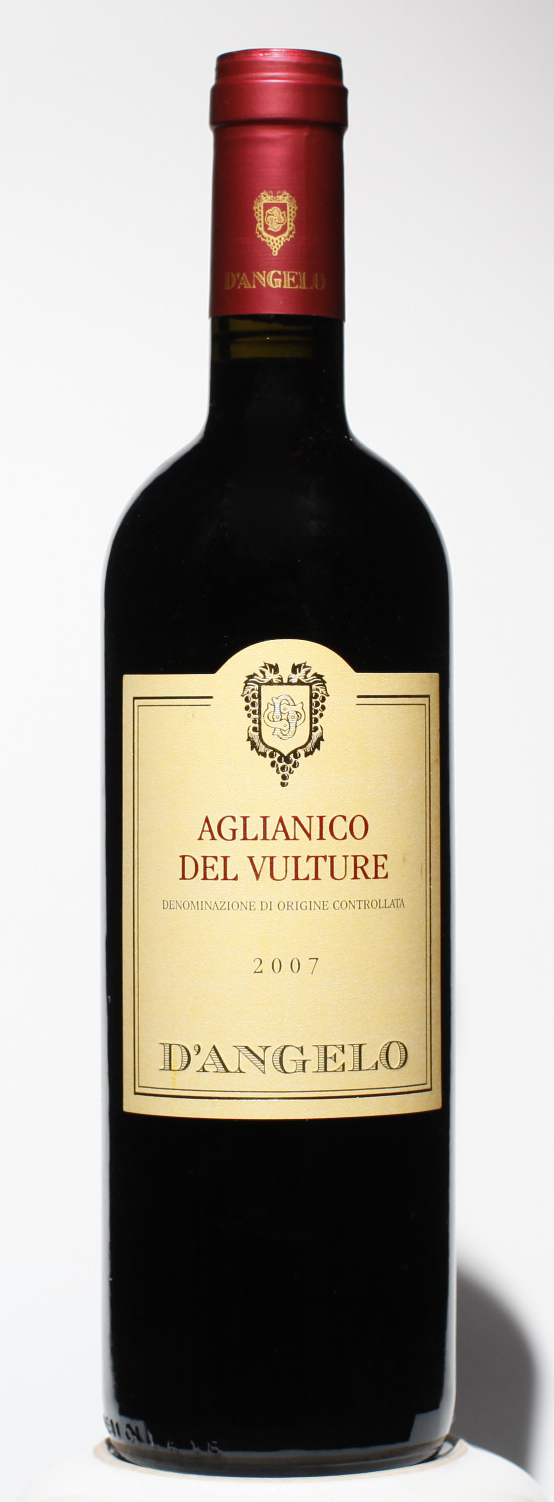
Uma garrafa de Aglianico del Vulture

Os vinhos produzidos com a Aglianico tendem a ser encorpados, com taninos firmes e alta acidez, o que lhes confere um bom potencial de envelhecimento. Os sabores intensos do vinho o tornam apropriado para acompanhar carnes nobres, como a de cordeiro. Na Campânia, a uva às vezes é misturada com Cabernet Sauvignon e Merlot na produção de alguns vinhos IGT (em italiano: Indicazione Geografica Tipica). Durante o amadurecimento, a aglianico é muito tânica e concentrada, exigindo alguns anos de envelhecimento antes de se tornar agradável. À medida que envelhece, a uva se torna mais pronunciada e os taninos mais equilibrados com o restante do vinho. A coloração característica do vinho é uma granada escura. Em amostras bem produzidas do vinho, ele pode apresentar aromas de chocolate e ameixa.

## Sinônimos
Aglianico também é conhecido pelos seguintes sinônimos: Aglianco di Puglia, Aglianica, Aglianica De Pontelatone, Aglianichella, Aglianichello, Aglianico Amaro, Aglianico Comune, Aglianico Crni, Aglianico del Vulture, Aglianico di Benevento, Aglianico di Castellaneta, Aglianico di Lapio, Aglianico di Taurasi, Aglianico Femminile, Aglianico Liscio, Aglianico Mascolino, Aglianico Nero, Aglianico Noir, Aglianico Pannarano, Aglianico Trignarulo, Aglianico Tringarulo, Aglianico Verase, Aglianico Zerpoluso, Aglianico Zerpuloso, Aglianicone, Aglianicuccia, Agliano, Agliantica, Agliatica, Agliatico, Agnanico, Agnanico di Castellaneta, Alianiko, Cascavoglia, Cassano, Cerasole, Ellanico, Ellenica, Ellenico, Fiano Rosso, Fresella, Gagliano, Gesualdo, Ghiandara, Ghianna, Ghiannara, Glianica, Gnanica, Gnanico, Granica, Granico, Hellanica, Malvasia, Olivella, Olivella di San Cosmo, Pie di Colombo, Prie Blanc, Ruopolo, Spriema, Tintora, Tintora di Cerinola, Tringarulo, Uva Aglianica, Uva Castellaneta, Uva dei Cani, Uva di Castellaneta, Uva Nera, Zuccherina.